# Nogometno prvenstvo otoka Hvara 1983./84.
Nogometno prvenstvo otoka Hvara za sezonu 1983./84. je osvojio "Hvar".
Prvenstvo je igrano kao dvokružna liga, a sudjelovalo je 9 klubova. 

## Ljestvica
| mj. | klub                 | ut. | pob. | ner. | por. | gol+ | gol- | bod |
| --- | -------------------- | --- | ---- | ---- | ---- | ---- | ---- | --- |
| 1.  | Hvar                 | 16  | 12   | 3    | 1    | 60   | 16   | 27  |
| 2.  | Levanda Velo Grablje | 16  | 8    | 6    | 2    | 37   | 23   | 22  |
| 3.  | Mladost Sućuraj      | 16  | 9    | 3    | 4    | 40   | 18   | 21  |
| 4.  | Jadran Stari Grad    | 16  | 8    | 5    | 3    | 42   | 29   | 21  |
| 5.  | Jelsa                | 16  | 8    | 3    | 5    | 41   | 29   | 19  |
| 6.  | Partizan Vrbanj      | 16  | 5    | 1    | 10   | 19   | 49   | 11  |
| 7.  | Brusje               | 16  | 3    | 4    | 9    | 18   | 36   | 10  |
| 8.  | SOŠK Svirče          | 16  | 3    | 3    | 10   | 20   | 39   | 9   |
| 9.  | Udarnik Vrisnik      | 16  | 0    | 4    | 12   | 15   | 53   | 4   |

## Rezultatska križaljka
| kratica | klub                 | BRU        | HVAR       | JAD             | JEL        | LEV        | MLA        | PAR            | SOŠK       | UDA             |
| --- | -------------------- | ---------- | ---------- | --------------- | ---------- | ---------- | ---------- | -------------- | ---------- | --------------- |
| BRU | Brusje               |            |            | 1:5*, 1:7*      |            |            |            | 0:1*, 3:1*     |            |                 |
| HVAR | Hvar                 |            |            | 6:3*, 2:1*      |            |            |            | 8:1*, 4:1*     |            |                 |
| JAD | Jadran Stari Grad    | 5:1*, 7:1* | 3:6*, 2:1* |                 | 4:0*, 0:6* | 1:1*, 3:3* | 3:3*, 2:1* | 2:0*, 1:2*     | 0:0*, 2:2* | 4:2*, 3:0 p.f.* |
| JEL | Jelsa                |            |            | 0:4*, 6:0*      |            |            |            | 5:0*, 2:3*     |            |                 |
| LEV | Levanda Velo Grablje |            |            | 1:1*, 3:3*      |            |            |            | 0:1*, 4:0*     |            |                 |
| MLA | Mladost Sućuraj      |            |            | 3:3*, 1:2*      |            |            |            | 6:0*, 4:0*     |            |                 |
| PAR | Partizan Vrbanj      | 1:0*, 1:3* | 1:8*, 1:4* | 0:2*, 2:1*      | 0:5*, 3:2* | 1:0*, 0:4* | 0:6*, 0:4* |                | 2:3*, 3:0* | 2:2*, 3:0 p.f*  |
| SOŠK | SOŠK Svirče          |            |            | 0:0*, 2:2*      |            |            |            | 3:2*, 0:3*     |            |                 |
| UDA | Udarnik Vrisnik      |            |            | 2:4*, 3:0 p.f.* |            |            |            | 2:2*, 0:3 p.f* |            |                 |
| |                      |            |            |                 |            |            |            |                |            |                 |
| podebljan rezultat - utakmice od 1. do 9. kola (1. utakmica između klubova) rezultat normalne debljine - utakmice od 10. do 18. kola (2. utakmica između klubova) rezultat nakošen - nije vidljiv redoslijed odigravanja međusobnih utakmica iz dostupnih izvora rezultat smanjen * - iz dostupnih izvora nije uočljiv domaćin susreta prekrižen rezultat - poništena ili brisana utakmica p - utakmica prekinuta 3:0 p.f. / 0:3 p.f. - rezultat 3:0 bez borbe |                      |            |            |                 |            |            |            |                |            |                 |

 Izvori:

## Najbolji strijelci
- 16 golova
  - Nikša Petrić (Jadran)
- 15 golova
  - Matko Lušić (Hvar)
  - Ivica Belić (Jelsa)
  - E. Slavić (Mladost)
- 12 golova
  - A. Vranković (SOŠK)
- 11 golova 
  - V. Bjažević (Hvar)
- 10 golova 
  - Panajoti Gilve (Hvar)

## Poveznice
- Hvarska nogometna liga